# La buena terrorista
La buena terrorista es una novela de la autora Doris Lessing. Esta obra se enfoca en la vida de Alice Mellings, quien transforma su hogar en el cuartel general de grupos simpatizantes de IRA (Ejército Republicano Irlandés o en inglés; Irish Republican Army), que tienen el deseo de colaborar en sus respectivas luchas sociales.
Mientras la protagonista se ve afectada y contrariada por su educación de origen burgués y su forma de pensar, sus compañeros ven en el activismo de ella, grandes retos que van en pro de la lucha y transformación social.